# 라팔로 조약 (1920년)

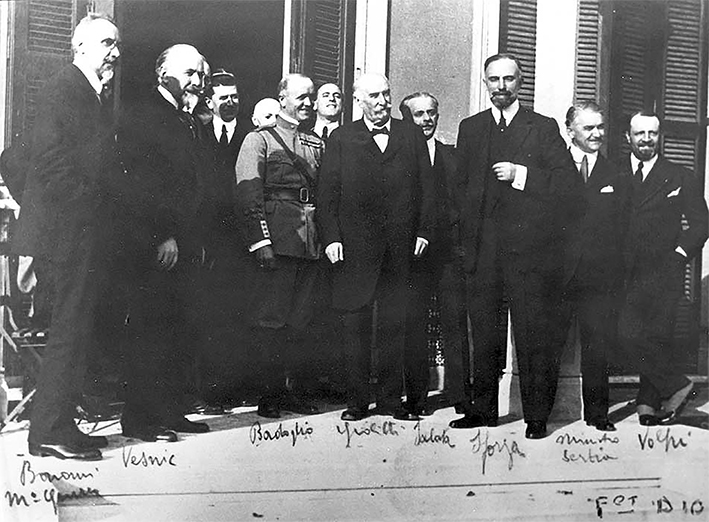

라팔로 조약은 이탈리아 왕국과 세르비아인 크로아티아인 슬로베니아인 왕국 사이에 맺어진 조약이다. 이를 통해 양국은 아드리아해에 면해 있는 국경 지대의 영토 문제를 해결하려 하였다. 11월 12일에 양측은 조약에 서명했다.
제 1차 세계 대전이 끝날 무렵, 이탈리아와 유고슬라비아 사이에는 긴장감이 형성되기 시작하였다. 오스트리아-헝가리 제국이 해체되면서 이탈리아는 1915년 런던 조약의 내용대로 이 지역을 점령하였다. 그러나 이 지역은 슬로베니아인과 크로아티아인들이 과반수를 차지하는 곳이었다.
조약에 따라 다음의 지역들이 이탈리아에 병합되었다.
- 카스타브(Kastav)와 크르크섬(Krk)을 제외한 오스트리아 연해 지대(Austrian Littoral, 트리에스테 등)
- 크라인 공국(Duchy of Carniola)
- 달마티아의 자다르 등

이후 1924년 로마 조약에 따라 리예카 자유국(당시는 피우메 자유국)이 이탈리아로 넘어갔으며, 인근의 항구인 수자크(Susak)는 유고슬라비아 왕국에 넘어갔다.